# روجر تسيان

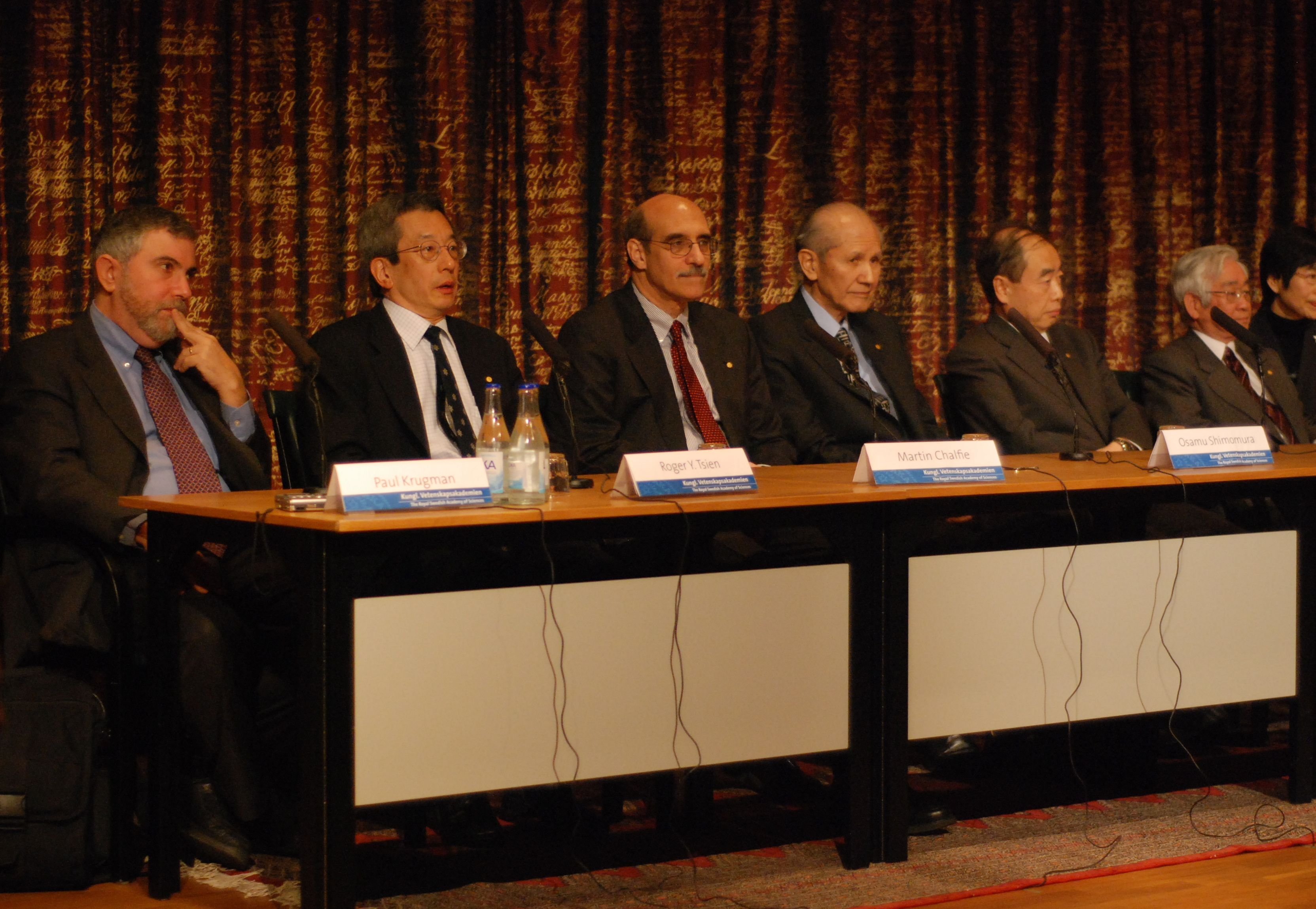
بول كروغمان ، وروجر تسين ، ومارتن تشالفي ، وأوسامو شيمومورا ، وماكوتو كوباياشي ، وتوشيهيد ماسوكاوا ، الحائزون على جائزة نوبل عام 2008 ، في مؤتمر صحفي في الأكاديمية السويدية للعلوم في ستوكهولم.

روجر تسيان (بالإنجليزية: Roger Y. Tsien)‏ (مواليد 1 فبراير 1952 - 24 أغسطس 2016)، عالم أمريكي، صيني الأصل. من جامعة سان دييغو بولاية كاليفورنيا، حاصل على جائزة نوبل في الكيمياء 2008 لقيامة بعدة دراسات لتطوير ما يُعرف بالبروتينات الفلورية الخضراء.

## روابط خارجية
- روجر تسيان على موقع الموسوعة البريطانية (الإنجليزية)
- روجر تسيان على موقع مونزينجر (الألمانية)
- روجر تسيان على موقع إن إن دي بي (الإنجليزية)